# Julio Oscar Mechoso
Julio Oscar Mechoso (Miami, 31 maggio 1955 – Burbank, 25 novembre 2017) è stato un attore statunitense di origini cubane, noto per aver partecipato a film come Jurassic Park III e Grindhouse.

## Biografia
Muore per infarto miocardico a casa sua a Burbank a 62 anni.

## Filmografia

### Cinema
- Guaguasi, regia di Jorge Ulla (1983)
- Navigator (Flight of the Navigator), regia di Randal Kleiser (1986)
- Scuola di polizia 5 - Destinazione Miami (Police Academy 5: Assignment: Miami Beach), regia di Alan Myerson (1988)
- Affari sporchi (Internal Affairs), regia di Mike Figgis (1990)
- Massima copertura (Deep Cover), regia di Bill Duke (1992)
- Toys - Giocattoli (Toys), regia di Barry Levinson (1992)
- Combinazione finale (Dead Connection), regia di Nigel Dick (1994)
- Una fortuna dal cielo (A Million to Juan), regia di Paul Rodriguez (1994)
- Il distintivo di vetro, regia di Charles Burnett (1994)
- Bad Boys, regia di Michael Bay (1995)
- Giorni di fuoco (A Pyromaniac's Love Story), regia di Joshua Brand (1995)
- L'Albatross - Oltre la tempesta (White Squall), regia di Ridley Scott (1996)
- Las Vegas - In vacanza al casinò (Vegas Vacation), regia di Stephen Kessler (1997)
- Solo se il destino (Til There Was You), regia di Scott Winant (1997)
- Mad City - Assalto alla notizia (Mad City), regia di Costa-Gavras (1997)
- Linea di sangue (Switchback), regia di Jeb Stuart (1997)
- Cercasi tribù disperatamente (Krippendorf's Tribe), regia di Todd Holland (1998)
- Virus, regia di John Bruno (1999)
- Molly, regia di John Duigan (1999)
- Da ladro a poliziotto (Blue Streak), regia di Les Mayfield (1999)
- Passione ribelle (All the Pretty Horses), regia di Billy Bob Thornton (2000)
- Heartbreakers - Vizio di famiglia (Heartbreakers), regia di David Mirkin (2001)
- Tortilla Soup, regia di Maria Ripoll (2001)
- Jurassic Park III, regia di Joe Johnston (2001)
- Pumpkin, regia di Anthony Abrams (2002)
- Ken Park, regia di Larry Clark (2002)
- In linea con l'assassino (Phone Booth), regia di Joel Schumacher (2002)
- Assassination Tango, regia di Robert Duvall (2002)
- Bookies, regia di Mark Illsley (2003)
- C'era una volta in Messico (Once Upon a Time in Mexico), regia di Robert Rodriguez (2003)
- A Simple Choice, cortometraggio, regia di Emanuel Gironi e Francisco Roel (2003)
- Wheelmen, regia di Dirk Hagen (2005)
- Lords of Dogtown, regia di Catherine Hardwicke (2005)
- The Lost City, regia di Andy García (2005)
- The Legend of Zorro, regia di Martin Campbell (2005)
- Little Miss Sunshine, regia di Jonathan Dayton e Valerie Faris (2006)
- The Virgin of Juarez, regia di Kevin James Dobson (2006)
- Good Cop, Bad Cop, regia di Mark Cartier (2006)
- American sunshine (The Go-Getter), regia di Martin Hynes (2007)
- Grindhouse, episodio "Planet Terror", regia di Robert Rodriguez (2007)
- Soccer girl - Un sogno in gioco (Her Best Move), regia di Norm Hunter (2007)
- La setta delle tenebre (Rise), regia di Sebastian Gutierrez (2007)
- Bobby Z - Il signore della droga (The Death and Life of Bobby Z), regia di John Herzfeld (2007)
- Grindhouse - Planet Terror, regia di Robert Rodriguez (2007)
- Winged Creatures - Il giorno del destino (Winged Creatures), regia di Rowan Woods (2008)
- The Janky Promoters, regia di Marcus Raboy (2009)
- Baby, cortometraggio, regia di Yancey Arias (2010)
- Magic City Memoirs, regia di Aaron J. Salgado (2011)
- The Baytown Outlaws - I fuorilegge (The Baytown Outlaws), regia di Barry Battles (2012)
- A Dark Truth - Un'oscura verità (The Truth), regia di Damian Lee (2012)
- Machete Kills, regia di Robert Rodriguez (2013)
- Last Weekend, regia di Tom Dolby (2014)
- Cake, regia di Daniel Barnz (2014)
- The Forger - Il falsario (The Forger), regia di Philip Martin (2014)
- Transpecos, regia di Greg Kwedar (2016)
- L'eccezione alla regola (Rules Don't Apply), regia di Warren Beatty (2016)
- Inheritance, regia di Tyler Savage (2017)

### Televisione
- ¿Qué pasa, U.S.A.? - serie TV, 2 episodi (1979)
- Miami Vice - serie TV, 8 episodi (1984-1988)
- La contropartita (Clinton and Nadine: Blood Money), regia di Jerry Schatzberg - film TV (1988)
- Il ricatto - film TV (1990)
- Nasty Boys - serie TV, 1 episodio (1990)
- Voci nella notte (Midnight Caller) - serie TV, 1 episodio (1990)
- Due come noi (Jake and the Fatman) - serie TV, 1 episodio (1990)
- California (Knots Landing) - serie TV, 1 episodio (1991)
- In viaggio nel tempo (Quantum Leap) - serie TV, 1 episodio (1991)
- Stat - serie TV, 3 episodi (1991)
- Live! From Death Row - film TV (1992)
- Matlock - serie TV, 2 episodi (1990-1993)
- Murphy Brown - serie TV, 1 episodio (1993)
- La signora in giallo (Murder, She Wrote) - serie TV, episodio 9x21 (1993)
- The Larry Sanders Show - serie TV, 1 episodio (1993)
- Birdland - serie TV, 1 episodio (1994)
- Day of Reckoning - film TV (1994)
- Perry Mason: Serata con il morto (Perry Mason Mistery: The Case of the Lethal Lifestyle) - film TV (1994)
- Menendez: A Killing in Beverly Hills - film TV (1994)
- Seinfeld - serie TV, 1 episodio (1995)
- Zooman - film TV (1995)
- Coach - serie TV, 10 episodi (1994-1996)
- High Incident - serie TV, 10 episodi (1996)
- Gun - serie TV, 1 episodio (1997)
- Damon - serie TV, 7 episodi (1998)
- Rude Awakening - serie TV, 1 episodio (1998)
- Occhi indiscreti - film TV (1998)
- Crescere, che fatica! (Boy Meets World) - serie TV, 1 episodio (1999)
- Chicken Soup for the Soul - serie TV, 1 episodio (1999)
- Il tocco di un angelo (Touched by an Angel) - serie TV, 1 episodio (2000)
- G vs E - serie TV, 1 episodio (2000)
- Prima o poi divorzio! (Yes, Dear) - serie TV, 1 episodio (2000)
- For Love or Country: The Arturo Sandoval Story - film TV (2000)
- Dharma & Greg - serie TV, 1 episodio (2001)
- NYPD - New York Police Department (NYPD Blue) - serie TV, 1 episodio (2001)
- Watching Ellie - serie TV, 1 episodio (2002)
- Resurrection Blvd. - serie TV, 2 episodi (2002)
- Kingpin - miniserie TV, 2 episodi (2003)
- Greetings from Tucson - serie TV, 22 episodi (2002-2003)
- Luis - serie TV, 1 episodio (2003)
- The Handler - serie TV, 1 episodio (2003)
- Karen Sisco - serie TV, 1 episodio (2004)
- Back When We Were Grownups - film TV (2004)
- Ghost Whisperer - Presenze (Ghost Whisperer) - serie TV, 1 episodio (2005)
- Grey's Anatomy - serie TV, 1 episodio (2006)
- Invasion - serie TV, 3 episodi (2006)
- Senza traccia (Without a Trace) - serie TV, 1 episodio (2007)
- Cane - serie TV, 6 episodi (2007)
- Cold Case - Delitti irrisolti (Cold Case) - serie TV, 1 episodio (2008)
- My Own Worst Enemy - serie TV, 1 episodio (2008)
- The Station - film TV (2009)
- The Cleaner - serie TV, 1 episodio (2009)
- Nip/Tuck - serie TV, 1 episodio (2009)
- FlashForward - serie TV, 1 episodio (2009)
- The Big Bang Theory - serie TV, 1 episodio (2010)
- Castle - serie TV, episodio 2x15 (2010)
- Miami Medical - serie TV, 1 episodio (2010)
- El Dorado - La città perduta (El Dorado) - miniserie TV, 2 episodi (2010)
- Law & Order: LA - serie TV, 1 episodio (2010)
- Oltre la lavagna. La scuola della speranza - film TV (2011)
- Giustizia per Natalee - film TV (2011)
- House of Lies - serie TV, 1 episodio (2012)
- Nikita - serie TV, 1 episodio (2013)
- Burn Notice - Duro a morire (Burn Notice) - serie TV, 1 episodio (2013)
- CSI - Scena del crimine (CSI: Crime Scene Investigation) - serie TV, 1 episodio (2014)
- Matador - serie TV, 7 episodi (2014)
- Dal tramonto all'alba - La serie (From Dusk till Dawn: The Series) - serie TV, 1 episodio (2015)
- Swedish Dicks - serie TV, 1 episodio (2016)
- Life in Pieces - serie TV, 1 episodio (2016)
- Madam Secretary - serie TV, 1 episodio (2017)

## Doppiatori italiani
Nelle versioni in italiano delle opere in cui ha recitato, Julio Oscar Mechoso è stato doppiato da:
- Saverio Moriones in Jurassic Park III, Ghost Whisperer - Presenze, CSI - Scena del crimine
- Eugenio Marinelli in A Dark Truth - Un'oscura verità, Machete Kills, L'eccezione alla regola
- Mino Caprio in La signora in giallo, Cold Case - Delitti irrisolti
- Angelo Nicotra in Virus, The Lost City
- Mauro Magliozzi in Heartbreakers - Vizio di famiglia
- Wladimiro Grana in Bobby Z - Il signore della droga
- Francesco Pannofino in Little Miss Sunshine
- Gianluca Tusco in C'era una volta in Messico
- Nino D'Agata in High Incident
- Mauro Gravina in Resurrection Blvd.
- Oliviero Dinelli in Grey's Anatomy
- Mario Brusa in Nip/Tuck
- Antonio Sanna in Castle
- Gianluca Machelli in Burn Notice - Duro a morire
- Andrea De Nisco in American Sunshine
- Walter Rivetti in Matador